# Мартон Адальберт Олександрович
Адальберт Олександрович Ма́ртон (справжні ім'я і прізвище — Бейла Алекс Лукс; нар. 3 березня 1913, Клертон — пом. 22 березня 2007, Будапешт) — український радянський і угорський живописець; член Спілки радянських художників України протягом 1960—1973 років та Спілки художників Угорської Народної Республіки з 1976 року. Кавалер Золотого хреста за заслуги перед Угорською Республікою з 2003 року.

## Біографія
Народився 3 березня 1913 року в місті Клертоні (Пенсільванія, США), де його батьки були на заробітках. 1914 року його сім'я повернулася на батьківщину, до міста Рожняви (нині Словаччина). Там же у 1925 році він закінчив початкову школу, 1929 року — гімназію. Рано втративши батьків, потрапив до родичів Мартонів, прізвище яких і взяв у майбутньому. Пізніше його опікуном став Олександр Кардош, у магазині якого Адальберт почав працювати. У вільний від роботи час навчався азів мистецтва у відомого в Рожняві художника Тихона Коломана. У 1932 році вступив до художньо-промислової школи в місті Брно, де навчався до 1934 року. Згодом за порадою викладачів школи успішно склав вступні іспити до художньо-промислової школи в місті Яблонці, яку з відзнакою закінчив у 1936 році. Його викладачами були К. Май, Р. Флейснер, І. Прохазка.
Після закінчення навчання був призваний до Чехословацької армії, де прослужив рядовим до грудня 1938 року. Після демобілізації рік працював у Рожняві, а у грудні 1939 року переїхав до Ужгорода, де з 1946 року працював художником артілі «Промфото», з 1948 року протягом кількох десятиліть працював у художньо-виробничих майстернях. Жив у будинку на вулиці Тімірязєва, № 48. 1960 року, за рекомендацією закарпатських художників Йосипа Бокшая, Андрія Коцки та Гаврила Глюка, був прийнятий до Спілки радянських художників України. Рішенням XI Пленуму правління Спілки радянських художників України від 14 січня 1973 року виключений зі Спілки у зв'язку з його виїздом до Угорщини на постійне місце проживання.
В Угорщині малював для будапештських галерей. Помер у Будапешті 22 березня 2007 року.

## Творчість
Працював у галузі станкового живопису. Писав переважно натюрморти, пейзажі Закарпаття. Серед робіт:
- «Зима в горах» (1957);
- «На лісопункті» (1958);
- «Літом» (1958);
- «Синяк» (1960);
- «Колгоспна череда» (1961);
- «Рання весна» (початок 1960-х);
- «Зима» (1963);
- «Закарпатський мотив» (1960-ті);
- «Після дощу» (1968);
- «Півонії» (1970-ті);
- «Гірська річка» (1970-ті);
- «Краса літнього лісу» (1970-ті);
- «Сонячний день» (1970-ті);
- «Натюрморт із польовими квітами» (1970-ті);
- «На Рахівщині» (1970);
- «Говерла» (1971);
- «Натюрморт із дельфініумами» (1990-ті).

Брав участь у обласних, республіканських, всесоюзних, міжнародних мистецьких виставках з 1940-х років, зокрема був учасником виставки, присвяченої 10-річчю возз'єднання Закарпатської України з Радянською Україною, яка експонувалася у Києві, Москві, Таллінні та інших містах Радянського Союзу, республіканської виставки в Києві 1957 року та художньої виставки, присвяченої 40-річчю ВЛКСМ, яка відбулася 1959 року. Персональна виставка відбулася в Ужгороді у 1941 році. 2015 року в Закарпатському художньому музеї імені Йосипа Бокшая в Ужгороді організували посмертну виставку картин художника.
Окремі полотна митця зберігаються в музеях України, Угорщини, Росії, США, Канади, Японії.